# 19 d'octubre
El 19 d'octubre és el dos-cents noranta-dosè dia de l'any del calendari gregorià i el dos-cents noranta-tresè en els anys de traspàs. Queden 73 dies per finalitzar l'any.

## Esdeveniments
Països Catalans
- 1713 - Atac a Can Navarro, a Barcelona, part del Setge de Barcelona en el transcurs de la Guerra dels catalans.
- 1810 - Batalla de Sant Quintí, a Cardona (Bages) dins la Guerra del Francès.
- 1907 - Barcelona: Es fundà Solidaridad Obrera, «la Soli», diari en castellà, l'òrgan sindical més important a Catalunya fins a 1939.[1]
- 1947 - Estadi de Sarrià, (Barcelona): La selecció catalana de futbol juga contra la selecció espanyola, guanyant per 3 a 1.[2]
- 1989 - Vandellòs: incendi a la zona de turbines de la Central nuclear de Vandellòs I, que s'acabarà tancant.
- 1997 - Els Castellers de Sants descarreguen el primer castell de 8 pisos de la seva història (4 de 8) a Sants (Barcelona).
- 2008 - Els Castellers de Sants descarreguen el primer castell de 9 pisos de la seva història (3 de 9 amb folre) a Sants (Barcelona).
- 2014 - Els Castellers de Sants descarreguen el primer castell de gamma extra de la seva història (2 de 9 amb folre i manilles) a Sants (Barcelona).

Resta del món
- 1386 - Heidelberg (Sacre Imperi): obre la Universitat de Heidelberg, primera de l'Imperi Romanogermànic.
- 1469 - Valladolid (Castella): matrimoni del futur rei Ferran II d'Aragó amb Isabel I de Castella, que portarà a la unió personal de les dues corones.
- 1781 - Yorktown (Virgínia, EUA): Els americans obtenen la victòria en la batalla de Yorktown (1781) que fou decisiva per la rendició de la Gran Bretanya en la Guerra d'Independència dels Estats Units.[3]
- 1868 - Estat espanyol: S'estableix la pesseta com a unitat monetària estatal.[4]

## Naixements
Països Catalans
- 1838 - Tarragona: Marià Rius i Montaner, empresari i polític català (m. 1894).
- 1869, Barcelona: Carme Matas i Aurigemma, pianista i pedagoga catalana (m.1943).[5]
- 1931 - Maó, Menorca: Pilar Perdices, pintora menorquina.[6]
- 1943 - Granollers: Dolors Lamarca i Morell, bibliotecària i filòloga catalana.[7]
- 1973 - Alaquàs (Horta Oest): Jorge Alarte, polític valencià, alcalde d'Alaquàs (1999-2009) i secretari general del PSPV (2008-2012).
- 1976 - Viladecans: Sandra Montserrat, filòloga i professora universitària catalana, membre de l'IEC i de l'AVL.[8]
- 1977 - Santa Coloma de Gramenet (Barcelonès): Raúl Tamudo, futbolista català, màxim golejador de la història del RCD Espanyol.

Resta del món
- 1779 - Muriedas, Cantàbria: Pedro Velarde y Santillán, militar espanyol, destacat per la seva participació en l'aixecament del 2 de maig de 1808 de la Guerra del Francès.
- 1862 - Besançon (França): Auguste Lumière, químic, metge, industrial i inventor francès que col·laborà, amb el seu germà Louis Lumière, en la invenció del cinematògraf (m. 1954).[9]
- 1866 - Quaix-en-Chartreuse: Jacqueline Marval, pintora francesa, litògrafa i escultora (m. 1932).[10]
- 1891 - Ķempji Parish, Imperi Rus: Asja Lācis, actriu i dramaturga letona, promotora del «teatre proletari per a nens» (m. 1979).[11]
- 1899 - Ciutat de Guatemala (Guatemala): Miguel Ángel Asturias Rosales, escriptor i diplomàtic guatemaltenc, Premi Nobel de Literatura de l'any 1967 (m. 1974).
- 1900 - Dresden: Erna Berger, cèlebre soprano de coloratura, alemanya d'origen suec (m. 1990).[12]
- 1909 - Villemomble: Marguerite Perey, física francesa que descobrí l'element anomenat franci i primera dona a ingressar en l'Acadèmia Francesa de les Ciències (m. 1975).[13]
- 1910 - Lahore, India britànica: Subrahmanyan Chandrasekhar, físic i astrònom, Premi Nobel de Física de l'any 1983 (m. 1995).
- 1913 - Rio de Janeiro, Brasil: Vinícius de Moraes, poeta, cantautor, compositor i escriptor brasiler (m. 1980).[14]
- 1916:
  - Odessa, actual Ucraïna: Emil Gilels, pianista ucraïnès (m. 1985).
  - Tolosa de Llenguadoc (França): Jean Dausset, metge occità, Premi Nobel de Medicina o Fisiologia de l'any 1980 (m. 2009).[15]
- 1931:
  - Las Norias de Daza, El Ejido (Espanya): Manolo Escobar, cantant de copla que també va treballar d'actor (m. 2013).
  - Poole (Anglaterra): David John Moore Cornwell, conegut pel pseudònim John le Carré, escriptor de novel·les anglès.
- 1944 - Westmoreland (Jamaica): Peter Tosh, músic jamaicà de reggae, membre de The Wailers (m. 1987).[16]
- 1945 - Edimburg, (Escòcia): Angus Deaton, economista, Premi Nobel d'Economia de 2015.
- 1960 - New Haven, Connecticut (EUA): Craig Cameron Mello, metge genetista nord-americà, Premi Nobel de Medicina o Fisiologia de l'any 2006.
- 1969 - Denver, Colorado (EUA): Trey Parker, actor, animador, director, guionista, productor i músic estatunidenc.[17]

## Necrològiques
Països Catalans
- 1978 - l'Havana: Ramon Mercader, militar i polític català, conegut per ser l'assassí de Lev Trotski.
- 1995 - L'Hospitalet de Llobregat, Baix Llobregat: Lluís Ferran de Pol, escriptor català (n. 1911).
- 2003 - Sabadell, Vallès Occidental: Jordi Domènech i Soteras, poeta i traductor català.
- 2011 - Barcelona: Roser Bofill i Portabella, periodista catalana, pionera en el periodisme religiós (n. 1931).[18]
- 2019 - Barcelona: Salvador Giner i de San Julián, sociòleg català, que fou president de l'Institut d'Estudis Catalans entre 2005 i 2013 (n. 1934).
- 2020 - Barcelona: Federico Correa, arquitecte.[19]

Resta del món
- 1216 - Newark-on-Trent (Anglaterra): Joan sense Terra, tron d'Anglaterra des del 6 d'abril de 1199 fins a la seva mort (n. 1166).[20]
- 1745 - Dublín, Irlanda: Jonathan Swift, escriptor irlandès (n. 1667).[21]
- 1935 - Talença, Françaː Anna Hamilton, metgessa francesa, determinant en l'evolució de la professió d'infermeria a França (n. 1864).[22]
- 1936 - Xangai (Xina): Lu Xun (xinès tradicional: 鲁迅; xinès simplificat: 鲁迅; pinyin: Lǔ xun), pseudònim de Zhou Shuren (xinès tradicional: 周树人; xinès simplificat: 周树人; pinyin: Zhōu Shùrén) fou un dels principals escriptors xinesos del segle xx (n. 1881).[23]
- 1937 - Cambridge (Anglaterra): Ernest Rutherford, físic i químic anglès, Premi Nobel de Química de 1908 (n. 1871).
- 1943 - Montdevergues, Vaucluse, França: Camille Claudel, escultora francesa (n. 1864).[24]
- 1970 - Ciutat de Mèxic, Mèxic: Lázaro Cárdenas, president de Mèxic (n. 1895).
- 1978 - Nova York, Estats Units: Gig Young, actor estatunidenc.
- 1987 - Londres (Anglaterra): Jacqueline du Pré, violoncel·lista anglesa de relleu excepcional (n. 1945).[25]
- 1997 - Madrid: Pilar Miró, directora de cinema i televisió (n. 1940)[26]
- 1999 - París: Nathalie Sarraute, escriptora francesa d'origen rus, figura destacada del nouveau roman (n. 1900).[27]
- 2000 - Ciutat de Mèxic: Kati Horna, fotògrafa anarquista que treballà com a artista surrealista i com a fotoperiodista (n. 1912).[28]
- 2003 - Sarajevo (Bòsnia i Hercegovina): Alija Izetbegovic, president del país durant la guerra de Bòsnia i pare de la independència del país.
- 2023 - Gaza, Franja de Gaza: Jamila Abdallah Taha al-Shanti, política palestina i membre de Hamàs (n. 1955).[29]

## Festes i commemoracions
- Onomàstica: sants Joel, profeta; Grat d'Auloron, bisbe; Aquilini d'Évreux, bisbe; Verà del Gavaldà, bisbe; els Màrtirs del Canadà; Pau de la Creu, fundador dels passionistes; beats Sança d'Aragó i Hongria, princesa; Jerzy Popiełuszko.
- Dia Internacional del Càncer de Mama